# Giovanni Keplero
Giovanni Keplero, adattamento di Johannes Kepler (Weil der Stadt, 27 dicembre 1571 – Ratisbona, 15 novembre 1630), è stato un astronomo, astrologo, matematico, cosmologo, filosofo della natura e teologo luterano tedesco, che scoprì le leggi omonime che regolano i movimenti dei pianeti. Matematico imperiale dal 1601 sotto gli imperatori Rodolfo II, Mattia d'Asburgo e Ferdinando II d'Asburgo, fu un convinto sostenitore del sistema copernicano.

## Biografia
Nato in una famiglia di umili origini, venne avviato dai genitori alla carriera ecclesiastica. Infatti il 16 ottobre 1584 entrò nel seminario di Adelberg, trasferendosi il 26 novembre 1586 nel seminario superiore a Maulbronn. Nel 1588 cominciò i suoi studi presso l'università di Tubinga, seguendo due anni di istruzione generale, con lezioni di etica, dialettica, retorica, greco, ebraico, astronomia e fisica. Nel 1592 intraprese lo studio della teologia a Tubinga, università protestante dove insegnavano alcuni seguaci del copernicanesimo; tra questi vi era Michael Maestlin, che convinse Keplero della validità delle teorie di Niccolò Copernico.
Nel 1594 Keplero dovette interrompere gli studi teologici, perché gli venne affidato l'insegnamento di matematica presso la Scuola Evangelica di Graz (Austria) e successivamente divenne matematico territoriale degli Stati di Stiria. Tra i suoi compiti vi era l'obbligo di redigere carte astrali e fare previsioni astrologiche. Nel suo primo Calendarium & Prognosticum per l'anno 1595 previde un inverno molto rigido, le rivolte contadine e la guerra con i Turchi.

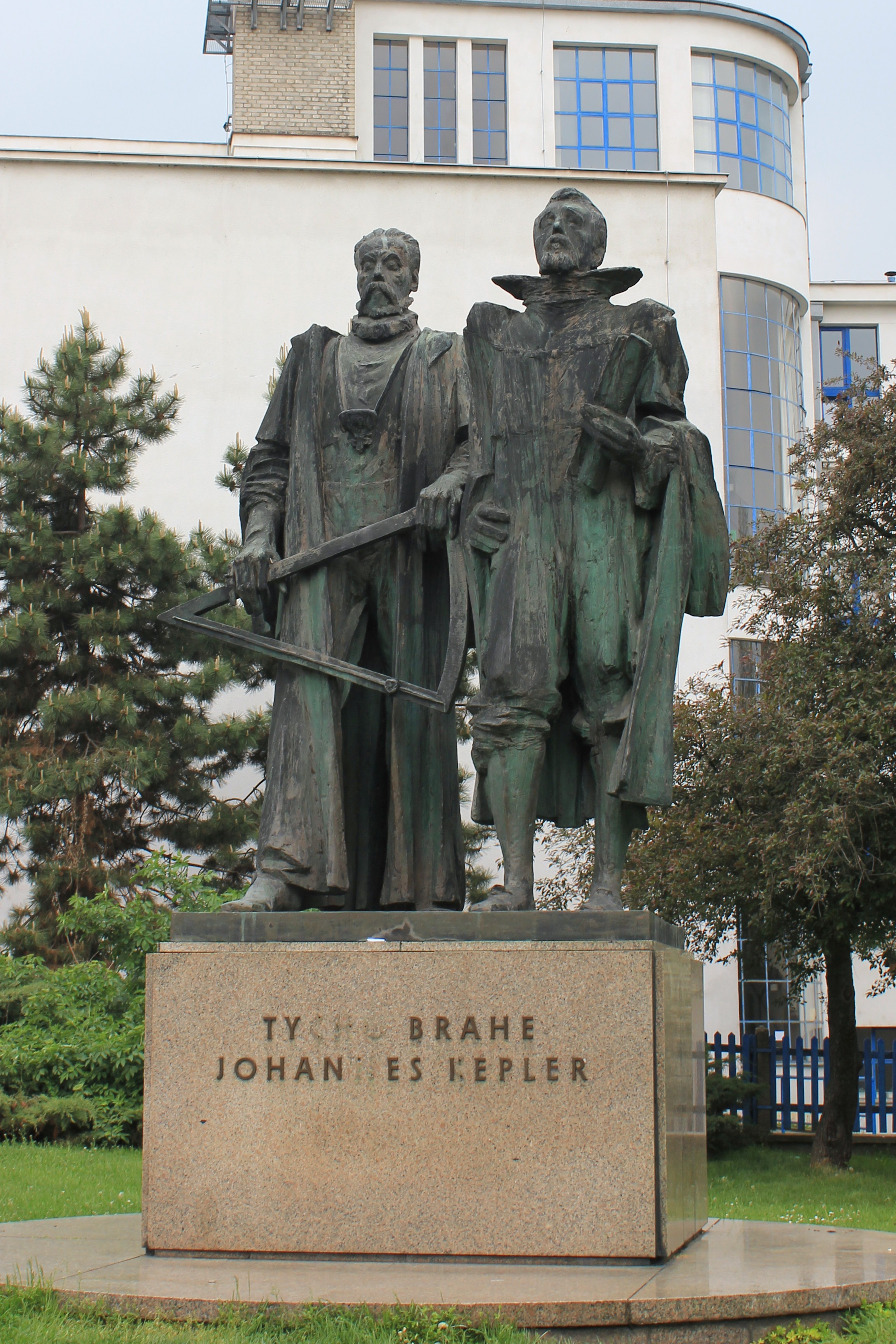
Monumento a Brahe e Keplero, sulla collina di Praga

Nel 1596 pubblicò l'opera Mysterium Cosmographicum, nella quale tentò una prima descrizione dell'ordine dell'Universo. Ad aprile del 1597 sposò Barbara Mühleck, che morì prematuramente nel 1611 dopo avergli dato cinque figli (due dei quali morti in giovane età). Verso la fine del 1599 Tycho Brahe gli offrì un posto come suo assistente, che Keplero accettò, sfuggendo così anche agli editti contro i luterani che venivano emanati in Austria dai sovrani Ferdinando II d'Austria e Massimiliano III d'Austria, entrambi ferventi controriformatori. Il 4 febbraio 1600 Keplero si aggiunse alla squadra di assistenti di Brahe presso la corte di Rodolfo II, imperatore cattolico mecenate, a Praga.
Nel 1601, dopo la morte di Brahe, ne divenne il successore nell'incarico di matematico, astronomo e astrologo imperiale a Praga. Nel secondo semestre del 1603 osservò il procedere della  congiunzione Giove-Saturno che culmino il 15 dicembre nella parte della costellazione di Ofiuco incuneata tra Scorpione e Sagittario e tra il 9 e 10 ottobre 1604 osservò invece una splendente supernova (oggi è nota con il nome di Supernova di Keplero SN 1604) nella costellazione dell'Idra (o Serpente d'acqua), a circa 10° di distanza angolare dal punto ove dieci mesi prima si era verificata la congiunzione Giove-Saturno.   Nel 1606 scrisse il pronostico per stabilire la data dell'anno di nascita di Gesù, che nel 1614 fissò all'anno 5 a.C., quando si era verificata la congiunzione massima di Saturno e Giove in cuspide del segno cardinale dell'Ariete, che secondo l'astrologia occidentale indica il cambiamento millenario. Le basi per le sue scoperte astronomiche furono gettate nel 1609, quando pubblicò il suo capolavoro Astronomia nova, in cui formulò le sue prime due leggi. Alla morte dell'imperatore Rodolfo II (1612), il nuovo imperatore Mattia (fratello di Rodolfo II) approvò che Keplero ricoprisse la carica di "matematico territoriale" (Landschaftsmathematiker) a Linz (Austria), pur mantenendo la nomina di matematico imperiale e quindi l'obbligo di portare avanti l'elaborazione delle Tabulae Rudolphinae, opera che comprende un catalogo astronomico e diverse tavole planetarie.
Il 30 ottobre 1613 Keplero si sposò per la seconda volta, con la ventiquattrenne Susanna Reuttinger, dalla quale ebbe altri sei figli, tre dei quali morti durante l'infanzia.
Il 15 maggio 1618 Keplero scoprì la terza legge che prende il suo nome, che rese nota l'anno dopo nell'opera Harmonices Mundi. Ad agosto del 1620 la madre di Keplero venne arrestata dopo essere stata accusata di stregoneria dalla Chiesa protestante e rilasciata solo a ottobre del 1621; il processo durò sei anni e Keplero assunse la sua difesa.
Lo scienziato, in disgrazia e in povertà, morì nel 1630 a 58 anni a Ratisbona, e venne qui sepolto presso il Cimitero di San Pietro. La sua tomba si perse nel 1632 quando le truppe di Gustavo Adolfo (impegnate nell'invasione della Baviera durante la guerra dei trent'anni) distrussero il cimitero; rimane però l'epitaffio da lui stesso composto: "Mensus eram coelos, nunc terrae metior umbras. / Mens coelestis erat, corporis umbra iacet" ("Misuravo i cieli, ora misuro le ombre della terra. / La mente era nella volta celeste, mentre l'ombra del corpo giace [a terra]"). Nel 1634 uscì postumo il Somnium a cura del figlio Ludwig, un racconto fantascientifico scritto in gioventù da Keplero, che lo aveva arricchito di note negli ultimi vent'anni della sua vita.

## Leggi di Keplero
Lo scopo principale del Mysterium Cosmographicum non è quello di difendere il sistema copernicano, ma piuttosto quello di dimostrare che per la creazione del mondo e la disposizione dei cieli Dio si è ispirato ai cinque solidi regolari che hanno goduto di così grande fama da Pitagora e Platone in poi: il cubo, il tetraedro, il dodecaedro, l'icosaedro, l'ottaedro. Keplero si interroga circa le cause del numero, delle dimensioni e dei moti delle orbite, e sostiene che questa ricerca sia fondata sulla corrispondenza tra i tre "corpi" immobili dell'Universo (Sole, stelle fisse, spazio intermedio) e Padre, Figlio e Spirito Santo (la Trinità). Le leggi della struttura del cosmo vengono ricavate circoscrivendo e inscrivendo le orbite dei pianeti nelle varie figure solide, a partire dalla Terra, che è l'unità di misura di tutte le orbite.

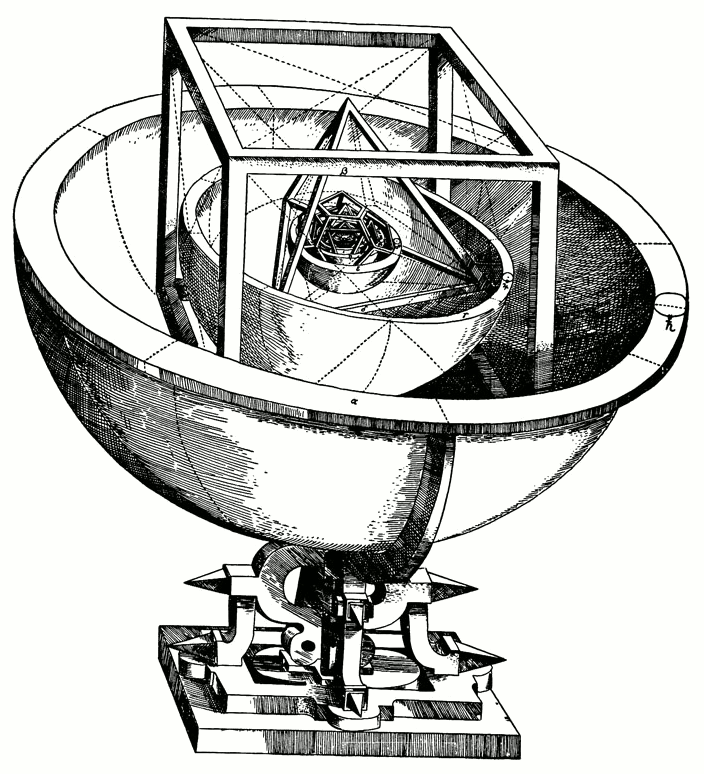
Sistema solare secondo Keplero nel Mysterium Cosmographicum (1596). Con il proseguire dei suoi studi astronomici in seguito Keplero abbandonò questo modello.

In Astronomia nova Keplero enuncia due delle tre leggi ancora oggi note con il suo nome. La terza compare invece per la prima volta nel Harmonices mundi libri quinque del 1619.
Le tre leggi di Keplero rappresentano un modello di descrizione del moto dei pianeti del sistema solare:
1. L'orbita descritta da ogni pianeta nel proprio moto di rivoluzione è un'ellisse di cui il Sole occupa uno dei due fuochi.
2. Durante il movimento del pianeta il raggio che unisce il centro del pianeta al centro del Sole (raggio vettore) descrive aree uguali in tempi uguali. (Nel 1966 Koyrè, percorrendo i calcoli tortuosi di Keplero, concluse che questa legge è stata derivata da una premessa errata, e cioè che la velocità della Terra sia inversamente proporzionale alla sua distanza dal Sole, e con calcoli errati. Inoltre stabilì che questa legge venne ricavata prima della legge delle orbite ellittiche. La legge comunque è esatta ed è una semplice conseguenza della conservazione del momento angolare).
3. Il quadrato del periodo di rivoluzione di un pianeta è proporzionale al cubo della sua distanza media dal Sole.

Keplero ereditò da Tycho Brahe una gran quantità dei più precisi dati mai raccolti sulle posizioni dei pianeti. Il problema era dare loro un senso. I movimenti orbitali e gli altri pianeti sono visti dal punto vantaggioso della Terra, che orbita a sua volta intorno al Sole. Questo fa sì che i pianeti sembrino muoversi disegnando strane curve. Keplero volle concentrarsi sull'orbita di Marte anche se prima avrebbe dovuto studiare accuratamente l'orbita della Terra. Per fare questo ebbe bisogno di una linea di base da topografo. Con un colpo di genio usò come linea di base il Sole e una delle due intersezioni dell'orbita di Marte con il piano dell'eclittica. Marte era particolarmente adatto allo scopo proprio perché la sua orbita ha la massima inclinazione con tale piano. Usando tale base poté calcolare le posizioni della Terra e ricavare poi l'intera orbita di Marte. Egli fu inoltre capace di dedurre le sue leggi sui pianeti senza conoscere le esatte distanze dei pianeti dal Sole, poiché le sue analisi geometriche richiedevano solo il rapporto tra le rispettive distanze dal Sole.

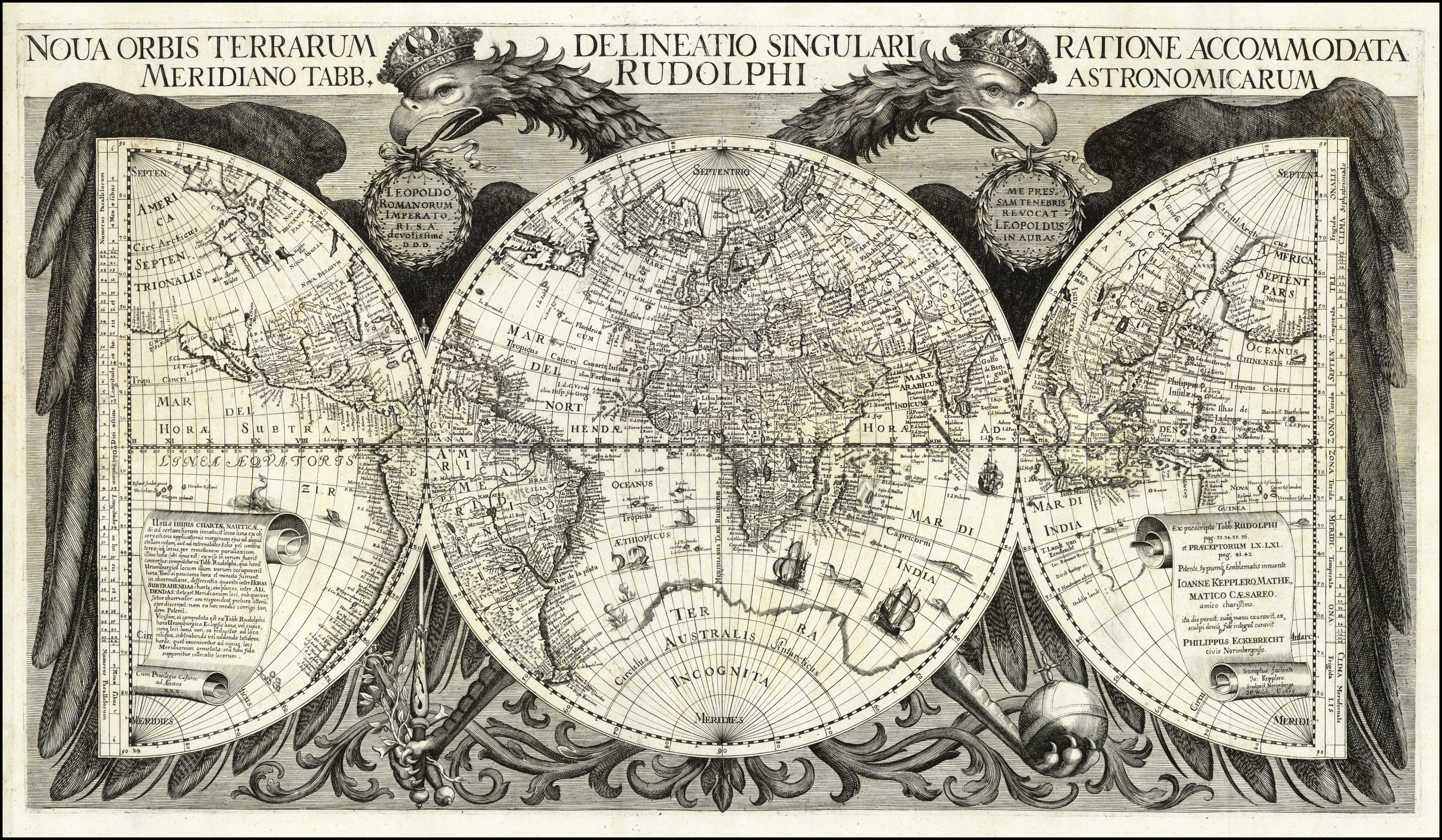
Mappa mondiale in: "Tabulae Rudolphinae: quibus astronomicae...." di Giovanni Keplero

Secondo Keplero luce, calore, moto, armonia dei moti sono la perfezione del mondo e hanno un analogo nelle facoltà dell'anima. Le stelle fisse funzionano come una "pelle" protettiva che trattiene il calore del Sole. Questi è la causa del moto dei pianeti, poiché ruotando su di sé, trascina gli altri corpi. La potenza vegetativa dell'etere corrisponde alla nutrizione di animali e piante, alla facoltà vitale corrisponde il calore, a quella animale il movimento, alla sensitiva la luce e alla razionale l'armonia. Keplero, a differenza di Tycho Brahe, appoggiò il modello eliocentrico del sistema solare e partendo da questo per vent'anni provò a dare un senso ai suoi dati. Alla fine giunse a formulare le sue tre leggi sui movimenti planetari che enunciò nelle Tavole rudolfine, così chiamate in onore di Rodolfo II d'Asburgo, Imperatore del Sacro Romano Impero. In tali tavole introdusse anche i logaritmi neperiani per agevolare i calcoli astronomici.

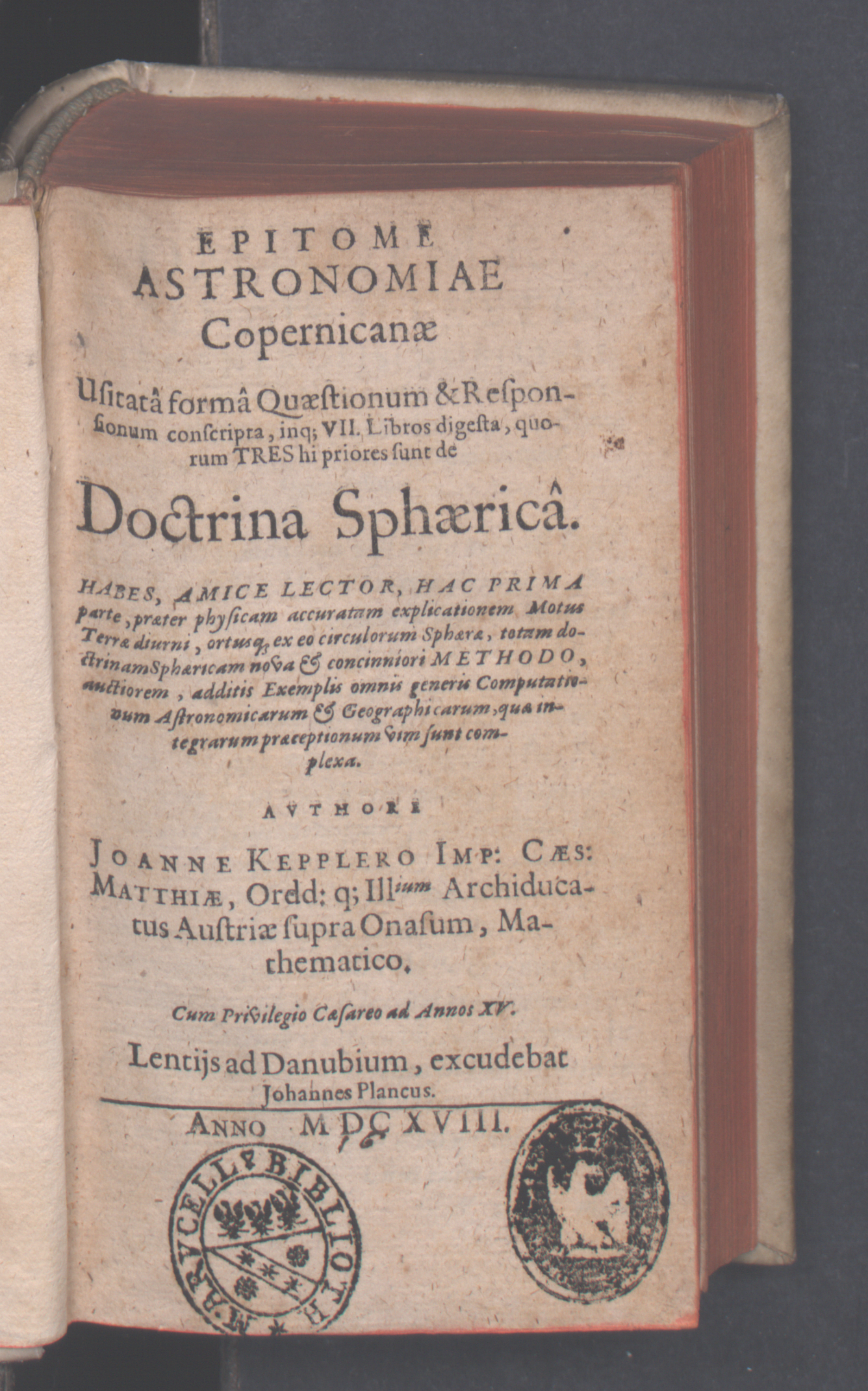
Epitome astronomiae copernicanae, 1618

Mentre le prime due leggi furono enunciate in un classico libro di astronomia, la terza, invece, fu inserita in un testo che si occupava anche di musica e di astrologia e che era denso di temi pitagorici. Keplero, convinto che Dio non fosse solo geometra ma anche un musico, sostenne l'idea che la musica e il sistema solare fossero manifestazioni della stessa armonia; quasi come se le posizioni dei vari pianeti, similmente ai tasti di un pianoforte, dovessero corrispondere alle note. La straordinaria importanza delle scoperte di Keplero non fu immediatamente riconosciuta. Fortemente interessato a tematiche mistiche e metafisiche di natura platonica e pitagorica, la sua "modernità" consiste nella ricerca delle variazioni quantitative delle forze che agiscono nello spazio e nel tempo e nel parziale abbandono del punto di vista animistico in favore di un meccanicismo allo stato embrionale.
La terza legge permette di stabilire la velocità del corpo celeste una volta stabilita l'orbita e viceversa. Si era scoperta una legge che non regolava semplicemente i moti dei pianeti nelle proprie orbite, ma si stabiliva un rapporto tra la velocità dei corpi che si muovono in orbite differenti. Galilei si congratulò con lui per avere accolto il Copernicanesimo ma non si pronunciò sul resto, aggiungendo che alcuni dei suoi pensieri fossero "piuttosto a diminuzione della dottrina del Copernico che a stabilimento" (Galilei). Bacone, pur essendo molto legato alla tradizione ermetica, lo ignorò e Cartesio lo riconobbe come il suo primo maestro di ottica, non considerando il resto come degno di attenzione. Solo dopo che Newton si servì delle leggi di Keplero, queste vennero accettate dalla comunità scientifica, ma non prima degli anni sessanta del Seicento.

## Opere
- (LA) Giovanni Keplero, Mysterium Cosmographicum, Tübingen, excudebat Georgius Gruppenbachius, 1596.
- Ad Vitellionem paralipomena quibus astronomiae pars optica traditur, Francoforte, apud Claudium Marnium & haeredes Ioannis Aubrii, 1604.
- (LA) Astronomiae pars optica, Frankfurt am Main, Claude de Marne, 1604.
- (LA) Giovanni Keplero, De stella nova in pede serpentarii, Praga, Pauli Sessi, 1606.
- (LA) Giovanni Keplero, Astronomia nova, Heidelberg, apud Claudium Marnium & haeredes Ioannis Aubrii, 1609.
- (LA) Giovanni Keplero, Somnium, Francoforte, excudebat Ludwig Keplero & Jakob Bartsch, 1609.
- (LA) Epitome astronomiae Copernicanae. 1-3, De doctrina sphaerica, vol. 44199, Linz, Johann Planck, 1618.
- (LA) Epitome astronomiae copernicanae, Linz, Johann Planck, 1618.
- (LA) De cometis, Augsburg, Sebastian Müller, 1619.
- (LA) Harmonices mundi, Linz, Gottfried Tambach, 1619.
- (LA) Epitome astronomiae Copernicanae. 5-7, Doctrina theorica, vol. 44323, Linz, Gottfried Tambach, 1621.
- (LA) Epitome astronomiae Copernicanae. 4, Doctrina theorica. 1, Physica coelestis, vol. 4, Linz, Gottfried Tambach, 1622.
- (LA) Giovanni Keplero, Tavole rudolfine [Tabulæ Rudolphinæ], Lentiis ad Danubium, excudebat Tycho Brahe, 1627.
- (LA) [Opere], vol. 1, Frankfurt am Main, Heyder & Zimmer, 1858.
  - (LA) [Opere], vol. 2, Frankfurt am Main, Heyder & Zimmer, 1859.
  - (LA) [Opere], vol. 3, Frankfurt am Main, Heyder & Zimmer, 1860.
  - (LA) [Opere], vol. 4, Frankfurt am Main, Heyder & Zimmer, 1863.
  - (LA) [Opere], vol. 5, Frankfurt am Main, Heyder & Zimmer, 1864.
  - (LA) [Opere], vol. 6, Frankfurt am Main, Heyder & Zimmer, 1866.
  - (LA) [Opere], vol. 7, Frankfurt am Main, Heyder & Zimmer, 1868.
  - (LA) [Opere], vol. 8, Frankfurt am Main, Heyder & Zimmer, 1870.
  - (LA) [Opere], vol. 9, Frankfurt am Main, Heyder & Zimmer, 1871.

### Traduzioni italiane
- Johannes Kepler, Discussione col Nunzio Sidereo e Relazione sui quattro satelliti di Giove, introduzione, edizione critica, traduzione, commento a cura di Elio Pasoli e Giorgio Tabarroni, Torino, Bottega d'Erasmo, 1972.
- Johannes Kepler, Somnium: ovvero opera postuma sull'astronomia lunare, a cura di Edward Rosen; introduzione di Giovanni Godoli, traduzione di Antonio Luigi Meloni, Napoli, Theoria, 1984.
- Johannes Keplero, Lettera per la scelta di una moglie, a cura di Violetta Candiani, Roma, Stampa Alternativa - Millelire, 1992.
- Giovanni Keplero, L'armonia del mondo, traduzione, introduzione e cura (con Prodromo di Giovanni Fiaschi) di Cosimo Scarcella, Tirrenia, Edizioni del Cerro, 1994.
- Giovanni Keplero, ll Sogno di Keplero: la terra vista dalla luna nel racconto del grande astronomo tedesco, a cura di Anna Maria Lombardi, Milano, Sironi, 2009.

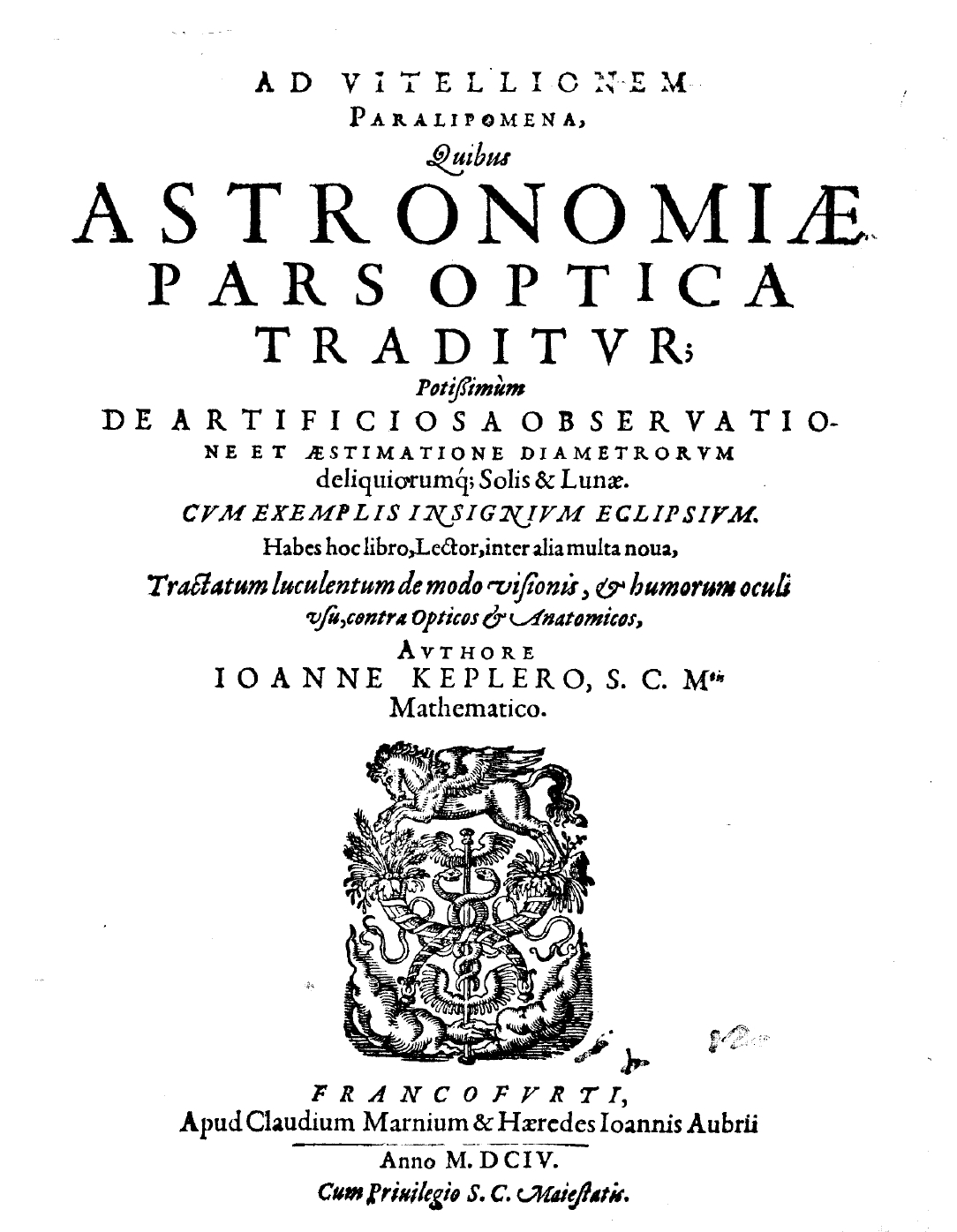
Astronomiae pars optica

## Riconoscimenti
- La comunità scientifica gli ha dedicato l'asteroide 1134 Kepler, un cratere lunare di 31 km di diametro[18], un cratere sul pianeta Marte di 233 km di diametro[19], una cresta di 15 km di lunghezza su Fobos (uno dei due satelliti di Marte)[20] e Kepler-22 b, il pianeta più simile alla Terra scovato finora nell'Universo[21], che orbita attorno a Kepler-22, una stella nana gialla situata nella costellazione del Cigno e il telescopio spaziale Kepler della NASA.

- L'Università di Linz prende il nome da Giovanni Keplero.[22]

- Gli è stato intitolato un liceo scientifico di Roma.